# Riddle of the Sphinx
Riddle of the Sphinx é um jogo eletrônico que mistura os gêneros jogo eletrônico de tiro e RPG eletrônico de ação. Foi desenvolvido por Bob Smith e publicado em território Norte Americano pela empresa Imagic em 1982, exclusivamente, para o console de videogame Atari 2600. O jogo foi publicado posteriormente em território europeu com instruções em francês, alemão, italiano, espanhol e inglês. Após a compra da Imagic pela empresa Activision, o jogo foi relançado em território norte americano e Austrália em embalagens econômicas. Nunca houve lançamento oficial do jogo no Brasil, apenas empresas brasileiras que clonavam cartuchos para o Atari 2600 lançaram versões no mercado nacional, sendo a Digivision um delas.
O jogo, com temática focada no Antigo Egito, não é um dos mais conhecidos da empresa Imagic, que publicou vários clássicos para o Atari 2600 como Atlantis, Demon Attack e Cosmic Ark. Possui uma dos mais elaborados enredos para jogos de Atari 2600, além de jogabilidade complexa, com a necessidade de uso dos dois controles do aparelho.
Uma competição foi criada para promover o jogo e o vencedor recebeu 1000 Dólares como prêmio.

## Enredo
O enredo de Riddle of the Sphinx é apresentado no manual de instruções e parte de trás da caixa do jogo.
Uma maldição foi lançada por Anúbis, deus dos mortos, em todo o Vale dos Reis. Uma praga de escorpiões e hordas de ladrões infestam a terra do Faraó. Apenas o Príncipe do Egito, filho do Faraó, poderá livrar o Egito da maldição.
Com sabedoria e astúcia, o filho do Faraó (personagem controlado pelo jogador), deverá pagar os tributos, com seus tesouros, e alcançar o Templo de Rá, fonte da luz e da vida.
Como informado na parte de trás da caixa do jogo, o filho do Faraó deverá encontrar a flamejante Fênix, atravessar caminhos com ladrões atiradores de pedras, enfrentar escorpiões mortais e lutar contra seu inimigo constante: A sede!

## Jogabilidade
Riddle of the Sphinx requer o uso de dois controles conectados ao Atari 2600. O controle conectado no lado esquerdo do console controla os movimentos do filho do Faraó. O personagem possui a habilidade de arremessar pedras com uma funda. Para fazer uso da funda deve-se pressionar o botão do controle.
O controle conectado no lado direito do console permite a seleção dos diversos objetos existentes no jogo e que são acumulados pelo filho do Faraó durante a partida. Os objetos variam desde jarros de água e chaves até armas e tesouros.
O Atari 2600 possui duas chaves de seleção de dificuldade. Uma à esquerda e outra à direita do aparelho. Também possui um chave de seleção entre modo de tela em preto e branco ou em cores. A chave de seleção de dificuldade à direita é usada em conjunto com a chave de seleção de modo de tela para apresentar as informações que o jogo disponibiliza sobre o tempo decorrido de partida, força e sede do personagem principal.

## Competição
Para promover o jogo, a Imagic criou uma competição. O prêmio, de um mil dólares, seria dado para quem finalizasse o jogo e desvendasse o enigma da esfinge. Os participantes deveriam enviar um carta apresentando a forma como foi possível desvendar o enigma e finalizar o jogo. O prêmio seria entregue para o participante que enviasse a carta mais criativa.
Em 31 de março de 1983, Charles Compton, recebeu o prêmio das mãos do criador do jogo, Bob Smith. Charles Compton enviou uma carta com aproximadamente 3,65 metros de comprimento, escrita em forma de história, toda ilustrada com hieróglifos e enrolada como um antigo papiro egípcio.

## Ligações Externas
- «Riddle of the Sphinx na página Atarimania» (em inglês)
- «Riddle of the Sphinx na página Atari Age» (em inglês)